# 带叶瓦韦
带叶瓦韦（学名：Lepisorus loriformis）为水龙骨科瓦韦属下的一个种。

## 扩展阅读
- 維基物種上的相關：带叶瓦韦